# Liste der Monuments historiques in Thorigny-sur-Marne
Die Liste der Monuments historiques in Thorigny-sur-Marne führt die Monuments historiques in der französischen Gemeinde Thorigny-sur-Marne auf.

## Liste der Bauwerke
| Bezeichnung                | Beschreibung              | Standort                 | Kennzeichnung | Schutzstatus | Datum | Bild           |
| -------------------------- | ------------------------- | ------------------------ | ------------- | ------------ | ----- | -------------- |
| Ehemaliges Kloster Chaalis | Erbaut im 17. Jahrhundert | 5, rue de Chaalis (Lage) | PA00087296    | Inscrit      | 1970  | weitere Bilder |

## Liste der Objekte
Zum Verständnis siehe: Kirchenausstattung
- Monuments historiques (Objekte) in Thorigny-sur-Marne in der Base Palissy des französischen Kultusministeriums